# Guardian (Schiff, 1784)
Die Guardian war ein Schiff der britischen Royal Navy. Sie wurde 1784 als 44-Kanonen-Zweidecker der Roebuck-Klasse gebaut. Weil Schiffe dieses Typs sich im Amerikanischen Unabhängigkeitskrieg als ineffektiv herausgestellt hatten, benutzte man viele davon in späteren Jahren als Transportschiffe. Für diese Rolle wurden auch bei der Guardian die Kanonen des unteren Decks entfernt. Am 12. September 1789 lief das Schiff von Spithead unter dem Kommando von Leutnant Edward Riou nach Port Jackson in New South Wales aus. Sie war Bestandteil der im Nachhinein berüchtigten Second Fleet.
Sie hatte 1.003 short tons (910 Tonnen) Versorgungsgüter für die Sträflingskolonie Australien an Bord. Auf ihr fuhren auch 25 besonders ausgewählte Sträflinge und mehrere Bedienstete für die Kolonie. In Santa Cruz de Tenerife nahm sie zusätzlich 7.500 l Wein an Bord. Am 24. November erreichte sie das Kap der Guten Hoffnung, wo sie Vieh und Pferde übernahm und am 11. Dezember wieder abreiste.
Nach einer Reise von 2.100 km im Südlichen Ozean sichtete man am Heiligabend bei 44 Grad südlicher Breite und 41 Grad östlicher Länge einen großen Eisberg. Der Kapitän befahl, die Jolle und den Kutter zu Wasser zu lassen, um Eis aus dem Eisberg zu schlagen, das die Trinkwasservorräte auffüllen sollte. Es setzte jedoch so dichter Nebel ein, dass der Eisberg vom Schiff aus einer Entfernung von einer 3/4 Meile nicht mehr zu sehen war. Die Boote wurden daraufhin wieder an Bord genommen und die Guardian setzte Segel. Ihr Bug traf dabei jedoch auf einen unter Wasser liegenden Eisvorsprung. Obwohl sie wieder freikam, wurden Kiel und Ruder dabei beschädigt.
Das Schiff leckte stark und wurde durch Lenzen und Überbordwerfen von Ladung und Vieh über Wasser gehalten. In der Nacht wurden von einer aufkommenden Brise mehrere Segel zerrissen. Viele der Offiziere, Seeleute und Sträflinge glaubten, das Schiff würde jeden Augenblick sinken, brachen das Alkohollager auf und betranken sich.
Am 25. Dezember wurden 5 Boote zu Wasser gelassen und fuhren schwer mit Menschen beladen, aber ohne Wasser oder Nahrung an Bord ab. 62 Menschen, darunter 21 der Sträflinge, blieben mit Leutnant Riou an Bord. Durch laufendes Pumpen und provisorisches Abdichten des Lecks (indem man ein mit aus Seilen gewonnenen Fasern gefülltes Segel von außen über das Leck legte) hielt man das Schiff über Wasser. Anstelle des Ruders nutzte man ein Seil zum Steuern. Die Guardian schleppte sich so zurück an die afrikanische Küste. Am 21. Februar 1790 erreichte sie die Tafelbucht. Ein Teil der Ladung wurde gerettet, doch am 12. April trieb der Wind sie auf die Küste, wo sie völlig zerstört wurde.
Nur eines der fünf Boote wurde gerettet, die 10 Überlebenden wurden zum Kap der Guten Hoffnung zurückgeschafft; von den vier anderen Booten hat niemand mehr etwas gehört.
Von den 21 geretteten Schiffbrüchigen starb einer am Kap, die anderen erreichten ihr Ziel Australien Ende Juni 1790 mit anderen Schiffen der Second Fleet. Aufgrund der Berichte von Riou über ihre gute Führung wurde ihnen eine teilweise Amnestie gewährt.
Der Verlust der Guardian wurde von Patrick O’Brian als Grundlage seines Romanes Desolation Island aus der Aubrey–Maturin-Reihe genutzt.